# Holcopasites arizonicus
Holcopasites arizonicus là một loài Hymenoptera trong họ Apidae. Loài này được Linsley mô tả khoa học năm 1942.